# Campospinoso Albaredo
Campospinoso Albaredo är en kommun i provinsen Pavia i regionen Lombardiet i Italien. Kommunen hade 1 095 invånare (2018).
Kommunen Albaredo Arnaboldi gick upp i Campospinoso 18 november 2023 samtidigt som namnet ändrades till Campospinoso Albaredo.